# Valbona (kommunhuvudort)
Valbona är en kommunhuvudort i Spanien.   Den ligger i provinsen Provincia de Teruel och regionen Aragonien, i den östra delen av landet, 250 km öster om huvudstaden Madrid. Valbona ligger 950 meter över havet och antalet invånare är 220.
Terrängen runt Valbona är kuperad norrut, men söderut är den platt. Valbona ligger nere i en dal. Runt Valbona är det mycket glesbefolkat, med 5 invånare per kvadratkilometer. Närmaste större samhälle är Mora de Rubielos, 5,5 km öster om Valbona. 